# Marian Lösch
Marian Lösch (* 1. Januar 1990) ist ein ehemaliger deutscher Schauspieler und Synchronsprecher.

## Leben
Marian Lösch begann bereits mit neun Jahren im TV-Film Deine besten Jahre seine Schauspielkarriere. Es folgten im Jahr 2001 Auftritte in Die Manns – Ein Jahrhundertroman sowie im Kinofilm Nirgendwo in Afrika. Neben weiteren TV- und Kinofilmen sah man ihn ebenfalls in diversen TV-Serien wie Siska, Forsthaus Falkenau, Pfarrer Braun (Adel vernichtet) oder Zwei Ärzte sind einer zu viel. In den Jahren 2006 und 2007 war er darüber hinaus festes Schauspielmitglied in der ARD-Telenovela Sturm der Liebe, wo er die Nebenrolle des Jonas Nebel verkörperte.
Des Weiteren war Lösch auch als Synchronsprecher tätig, so sprach er z. B. die deutsche Stimme von König Duke Boomer Parker in Pair of Kings – Die Königsbrüder und von Korneilius Jonesworth in Zeke und Luther.

## Filmografie (Auswahl)
- 2003: Ein himmlischer Freund (Fernsehfilm)